# سالم ربيع علي

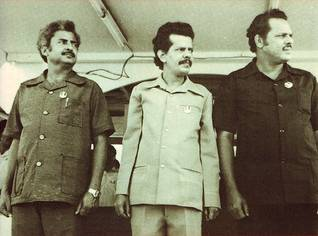
من اليسار إلى اليمين: الرئيس سالم ربيع علي، عبد الفتاح إسماعيل، الأمين العام لجبهة التحرير الوطنية، ورئيس الوزراء علي ناصر محمد (1977)

سالِم رُبَيِّع عَلي يعرف باسم سالمين (1935 - 1978) كان رئيس جمهورية اليمن الديمقراطية الشعبية وأول زعيم عربي شيوعي حيث أقام أول نظام شيوعي في المنطقة العربية من 22 يونيو 1969 وحتى الانقلاب عليه في 22 يونيو 1978 وإعدامه في 26 يونيو 1978 بتهمة الضلوع في اغتيال أحمد حسين الغشمي رئيس اليمن الشمالي. كان ربيع قائد الجناح اليساري في جبهة التحرير الوطني اليمنية والتي أجبرت قوات الاحتلال البريطاني على الانسحاب من الجنوب العربي في 29 نوفمبر 1967. استطاع الراديكاليون أن يبسطوا سيطرتهم أكثر من الجناح المعتدل الذي كان يقوده قحطان الشعبي حيث تم الانقلاب عليه. أثناء عهده، تم تغيير اسم الدولة من جمهورية اليمن الجنوبية الشعبية إلى جمهورية اليمن الديمقراطية الشعبية وذلك في 1 ديسمبر 1970. ثم انضم جناح الربيعي إلى عدة أطراف سياسية يسارية أخرى لخلق التنظيم السياسي الموحد للجبهة القومية غير أنه عارض فكرة الحزب الاشتراكي اليمني التي طرحها عبد الفتاح إسماعيل.
عَيَّن سالمين محمد علي هيثم رئيسًا للوزراء عندما أصبح رئيساً للجمهورية واستمر هيثم في منصبه حتى 1971 عندما تم استبداله بعلي ناصر محمد.

## روابط خارجية
- سالم ربيع علي على موقع مونزينجر (الألمانية)